# Кириковка
Кириковка (укр. Кириківка) — посёлок, Кириковский поселковый совет, Ахтырский район, Сумская область, Украина. Административный центр Кириковского поселкового совета, в который, кроме того, входят сёла Заводское и Маракучка.

## Географическое положение
Кириковка находится в месте впадения реки Веселая в реку Ворсклица, а её в реку Ворскла. Примыкает к селу Заводское, на расстоянии в 1 км расположено село Ивановка.
Реки в этом месте извилистые, образуют лиманы, старицы и заболоченные озёра.

## История
Впервые в документах село упоминается в последней четверти XVII века. В 1780 году село стало центром Кириковской волости Ахтырского уезда Харьковской губернии Российской империи.
В 1923 года стало центром Кириковского района Богодуховского округа, с ноября 1923 года ставшего Ахтырским округом. В 1928 году Кириковский район ликвидировали, и Кириковка перешла в Ахтырский район Харьковского округа (с 1932 года — Харьковской области). С 1939 года — в Сумской области.
С 1956 года посёлок городского типа.
В 1929 году здесь начал работу хлебоприёмный пункт.
Во время Великой Отечественной войны с 17 октября 1941 до 8 августа 1943 года село находилось под немецкой оккупацией.
В 1973 году здесь действовали сахарный завод, кирпичный завод и элитно-семеноводческий совхоз. В мае 1995 года Кабинет министров Украины утвердил решение о приватизации находившейся здесь райсельхозтехники, в июле 1995 года было утверждено решение о приватизации сахарного завода.

## Население
В январе 1989 года численность населения составляла 3 861 человек. На 1 января 2013 года численность населения составляла 2692 человека.

## Экономика
- «Кириковка», ООО.
- Кириковское хлебоприёмное предприятие.
- Сумымясомолпром, ООО.
- Агропромышленная компания «Великописаревская», ООО.

## Объекты социальной сферы
- Детский сад.
- Школа.
- Фельдшерско-акушерский пункт.

## Транспорт
Через посёлок проходит железнодорожная линия Сумы — Люботин, в 3 км от посёлка находится станция Кириковка.
Рядом проходит автомобильная дорога Т-1705.